# Muotkajärvi (sjö i Kemijärvi, Lappland, Finland, lat 66.78, long 26.68)
Muotkajärvi är en sjö i Finland. Den ligger i kommunen Kemijärvi i landskapet Lappland, i den norra delen av landet, 700 km norr om huvudstaden Helsingfors. Muotkajärvi ligger 189,1 meter över havet. Arean är 46,8 hektar och strandlinjen är 4,19 kilometer lång. Sjön  ingår i Kemi älvs huvudavrinningsområde.   Den ligger vid sjön Purnujärvi.